# 大阪府立富田林支援学校
大阪府立富田林支援学校（おおさかふりつ とんだばやししえんがっこう）は、大阪府富田林市甘南備にある特別支援学校。
小学部・中学部・高等部を設置し、南河内地域在住の知的障害のある児童・生徒を主な対象とした支援教育を行う。

## 沿革
大阪府立としては5番目の養護学校・大阪府立富田林養護学校として、1970年に開校した。
1973年には羽曳野市立埴生小学校・誉田中学校分校（大阪府立羽曳野病院院内学級）を大阪府に移管し、富田林養護学校羽曳野分教室を設置した。羽曳野分教室は1975年に大阪府立泉北養護学校へ移管されたのち、現在は大阪府立羽曳野支援学校として独立している。
学校教育法の改正による特別支援学校制度の導入により、2008年には現在の校名・大阪府立富田林支援学校に改称している。
2000年代に入り全国的に知的障害特別支援学校の入学希望者が増加していることに伴い、同校でも学校施設の過密化が問題化した。大阪府教育委員会は2010年度以降、中河内・南河内地域に知的障害特別支援学校を増設する構想を立て、2015年に大阪府立西浦支援学校を開校させ、通学区域を再編した。
- 1969年8月26日 - 第1期工事を着工。
- 1969年10月1日 - 大阪府立第5養護学校（仮称）設立準備室を設置。
- 1970年1月1日 - 大阪府条例により大阪府立富田林養護学校を設置。
- 1970年4月1日 - 大阪府立富田林養護学校として現在地に開校。
- 1973年4月1日 - 高等部設置。羽曳野分教室を設置。
- 1975年4月1日 - 羽曳野分教室を大阪府立泉北養護学校分教室へ移管。
- 2008年4月1日 - 学校名を「大阪府立富田林支援学校」に変更。
- 2015年4月1日 - 大阪府立西浦支援学校の開校に伴い、通学区域を再編。

## 通学区域
- 富田林市
- 河内長野市
- 大阪狭山市
- 太子町
- 河南町
- 千早赤阪村

## 交通
- 4市町村コミバス 府立こんごう福祉センター前バス停 下車すぐ。
- 4市町村コミバス 府立こんごう福祉センター東口バス停 徒歩約10分。